# Hanfparade

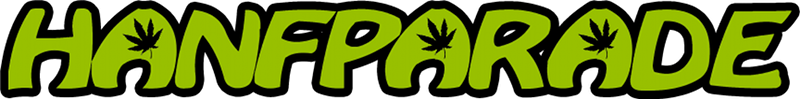
Logo der Hanfparade

Die Hanfparade ist eine Demonstration zur Legalisierung von Cannabis und Cannabisprodukten. Sie findet seit 1997 jedes Jahr im August in Berlin statt. Das erklärte Anliegen ist die Streichung von Cannabis aus dem Betäubungsmittelgesetz sowie die Freigabe von Hanf als Rohstoff (Nutzhanf), Cannabis als Arzneimittel und als Genussmittel (Cannabis als Rauschmittel). Von 1997 bis 2006 wurde die Hanfparade durch das Bündnis Hanfparade e. V. veranstaltet. 2007 bis 2009 wurde die Hanfparade von einer Gruppe engagierter Einzelpersonen organisiert, seit Ende 2009 gibt es eine neue Vereinsstruktur. Die Veranstaltung wird durch Sponsoren unterstützt. Sie wird von der europäischen Beobachtungsstelle für Drogen und Drogenabhängigkeit als eine von 13 in Deutschland drogenpolitisch tätigen Organisationen angesehen.
Den Auftakt bildet der Zug der Paradewagen durch die Stadt. Am Ende der Demonstration fand bis 2006 eine Abschlusskundgebung mit Bühne und Marktständen statt. Von 2007 bis 2010 wurden die Reden bei den Abschlusskundgebungen von einem Musikwagen aus gehalten. Seit 2011 gab es wieder eine Bühne mit Programm bis in den Abend.
Nationale und internationale Musiker unterhielten die Besucher im Wechsel mit Persönlichkeiten aus Politik, Kultur, Medizin und Legalisierungsbewegung. Im Nutzhanfareal werden die Möglichkeiten von Hanf als nachwachsender Rohstoff aufgezeigt und es wurden verschiedene Produkte aus Hanf präsentiert.
Die Demonstrationen verliefen bisher immer friedlich. Sie wurden stets von der Einsatzbereitschaft der Berliner Polizei gesichert, sodass es zu keinen Zwischenfällen im Straßenverkehr kam. Allerdings sind auch zur Abschreckung bzw. Verfolgung möglicher Verstöße gegen das Betäubungsmittelgesetz einige Beamte unterwegs.

## Die Paraden im Einzelnen

### 1997
Im Jahr 1996 kam die Idee auf, eine bundesweite Hanfparade zu organisieren und am 23. August 1997 demonstrierten mehrere Zehntausend Menschen in Berlin und folgten dem Aufruf der Haschrebellen, Hanfpiraten und dem Bündnis Hanfparade unter dem Motto Mit Hanf in die Zukunft und Legalisierung jetzt. Diese erste Hanfparade führte vom Ernst-Reuter-Platz zum Brandenburger Tor, wo auch die Abschlusskundgebung stattfand. Neben den politischen Rednern spielten Bands, beispielsweise Dritte Wahl, Blind Passengers sowie die britische Band Saxon.

### 1998
Im Jahr 1998 beteiligten sich fast 50.000 Menschen an der Demonstration. Unter dem Motto Der Kampf geht weiter forderten sie die Legalisierung von Hanf durch die neue Bundesregierung. Als Bands kamen Zion Train, Fünf Sterne Deluxe und Mutabor.
In dem Jahr brachte das Bündnis Hanfparade e. V. in Zusammenarbeit mit African Dance Records den „Der Hanfsampler Vol. 1“ auf den Markt. Die Musikzusammenstellung auf CD enthält Stücke zum Thema Hanf, Kultur und Legalisierung. Darunter sind „Free The Weed“  (High Density), „Haschischrauchen macht harmlos“ (Joint Venture) – „grow more pot“ (Jello Biafra feat TELESTAR), „Schluß mit den Saufen“ (Unkraut), „Hash“ (Dritte Wahl), „Rock steady“ (Markwerhu), „Blubbersong“ (Raggatacke), „Wehr Dich“ (Die Skeptiker), „Maria Huana“ (Mutabor), „Flag“ (Zion Train), „Nirvana“ (Fünf Sterne deluxe), „Niederland“ (High Density), „Off side“ (Hypnotix), „Bärbel kifft“ (Der zweite Frühling) und „Mit einem Bein ...“ (Highzung).

### 1999
Mehrere zehntausend Menschen nahmen an der dritten Hanfparade unter dem Motto Mit Hanf in die Zukunft teil. Erstmals sprachen Vertreter aller Parteien, außer der CDU.

### 2000

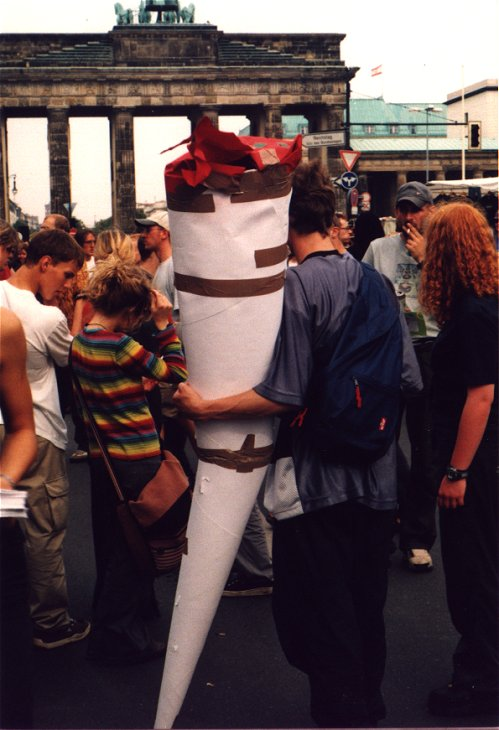
Hanfparade 2000 am Brandenburger Tor

Zur Millenniumsausgabe der Hanfparade forderten Teilnehmer aus aller Welt Legalize it globally.

### 2001
Kein Krieg gegen Pflanzen war das Motto der fünften Hanfparade. Die Besucher feierten vor dem Roten Rathaus eine Party. Auftritte der Sofa Surfers, der Spezializtz feat. Curse, von Götz Widmann (ex Joint Venture) und Rockers Hi-Fi fanden statt, politisch war u. a. Dana Beal zu Gast, Mitbegründer der YIPPIE-Bewegung in den USA.

### 2002

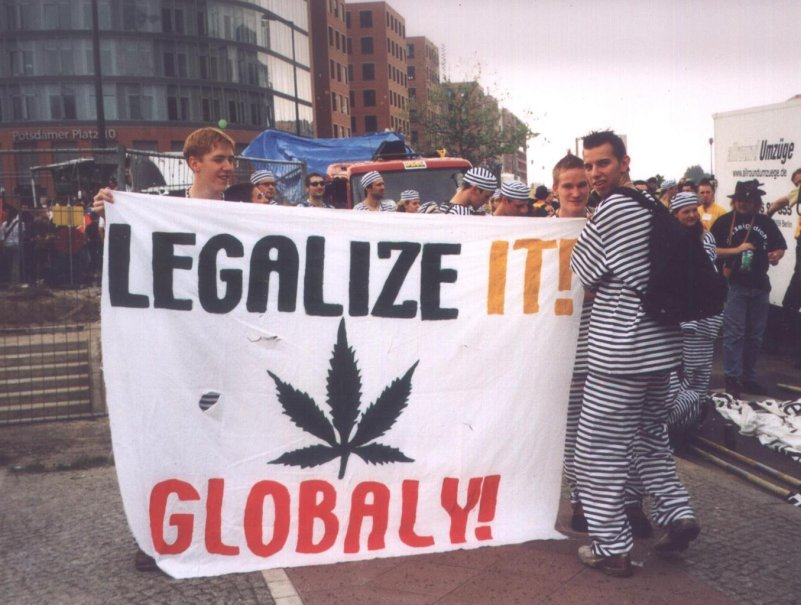
Hanfparade 2002

Die sechste Hanfparade zog im Jahr 2002 mit 10.000 Demonstranten zur Gedächtniskirche. Die Teilnehmer kämpfen: Für Hanfgebrauch! Gegen Hanfmissbrauch! Aufklärung statt Verbote!
Ein Auszug aus einer Rede von Hans-Christian Ströbele (Grüne) diente außerdem als Grundlage für das Lied Gebt das Hanf frei! von Stefan Raab. Auf der Bühne spielten Ganjaman, Dubtari und Letzte Instanz.

### 2003
Die siebte Hanfparade begann am 23. August 2003 um 12 Uhr unter dem Motto Gebt das Hanf frei! mit einer 60-minütigen Anfangskundgebung vor dem Bundesfinanzministerium an der Wilhelmstraße (zwischen Leipziger Straße und Niederkirchnerstraße). Die Parade mit 13 Wagen verlief friedlich. Es wurden Anzeigen wegen Verstößen gegen das Betäubungsmittelgesetz erstattet.
Rund 5000 Demonstranten, darunter der Bundestagsabgeordnete Hans-Christian Ströbele und Vertreter der Grünen Jugend, der PDS und der Grauen Panther nahmen an der Demonstration teil.
Auf der Bühne spielten Les Babacools, Schwarz auf Weiß, Götz Widmann, Kamikaze 52, MC Rene und die Skunk Allstars.

### 2004
Die achte Hanfparade fand am 14. August 2004 in Berlin um 12 Uhr am Alexanderplatz unter dem Motto Get Wise Legalize! statt. Es waren etwa 3500 Personen auf der Demonstration anwesend, auf dem Abschlussgelände etwa 8000.
Auf der Bühne spielten Chico Trujillo, Culcha Candela, Götz Widmann, Dr. Ring Ding, The Special Guests, sowie All Massive, Kaosloge und Phaderheadz.

### 2005
Die neunte Hanfparade fand am 13. August 2005 in Berlin statt. Sie stand unter dem Motto Wir sind das Hanf! und startete um 12 Uhr vor dem Roten Rathaus, dem Sitz des Berliner Senats. Nach der Auftaktkundgebung zog der Demonstrationszug, begleitet von fünf Paradewagen, durch die Berliner Innenstadt. Die Hanfparade 2005 war mit 1000–1200 Teilnehmern wieder kleiner als in den Vorjahren. Dies lag unter anderem daran, dass die Abschlusskundgebung vom zuständigen Grünflächenamt kurzfristig untersagt wurde.
Die Polizei führte massive Kontrollen durch und schrieb 24 Anzeigen wegen Verstoßes gegen das Betäubungsmittelgesetz.

### 2006

Poster der 10. Hanfparade

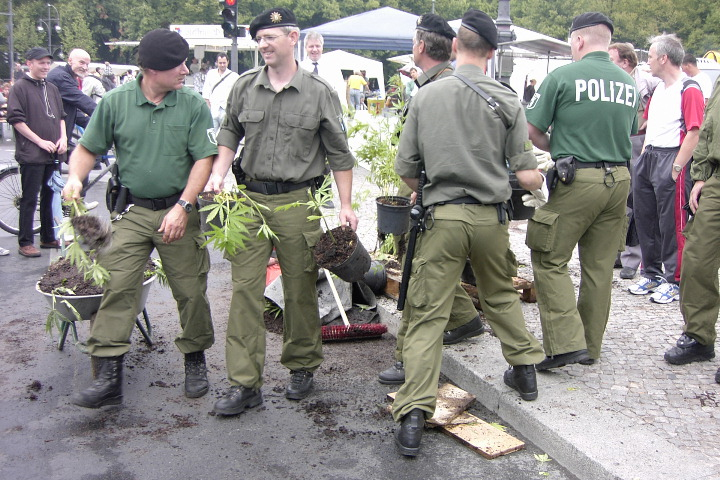
Abschneiden von Nutzhanf durch die Berliner Polizei

Die zehnte Hanfparade fand am 5. August 2006 in Berlin statt. Sie stand unter dem Motto Legalisierung Jetzt! Umdenken statt Milliarden verschenken! und führte vom Alexanderplatz (Weltzeituhr) über die Oranienburger Straße und Unter den Linden zum Brandenburger Tor. Zwischenkundgebungen fanden vor dem Kunsthaus Tacheles und der Britischen Botschaft statt. An der Hanfparade beteiligten sich rund 1500 Personen. Am Brandenburger Tor gab es einen Hanfmarkt mit mehreren Hanffeldern aus Nutzhanfpflanzen. Die Polizei führte Vorkontrollen durch und schnitt mehrere tausend der Hanfpflanzen ab, obwohl die Veranstalter die Genehmigung dafür hatten. Als Abschluss der Demonstration fand auf dem Platz des 18. März eine sechsstündige Abschlusskundgebung statt.

### 2007
Die elfte Hanfparade fand am 25. August 2007 ab 13 Uhr in Berlin am Fernsehturm auf dem Alexanderplatz statt. Das Motto dieses Jahres lautete Gib mir 5 – Gegen Gift im Gras und sollte die Entwicklung des letzten Jahres mit überdurchschnittlich gesundheitsgefährdend verunreinigtem Hanf widerspiegeln.

### 2008

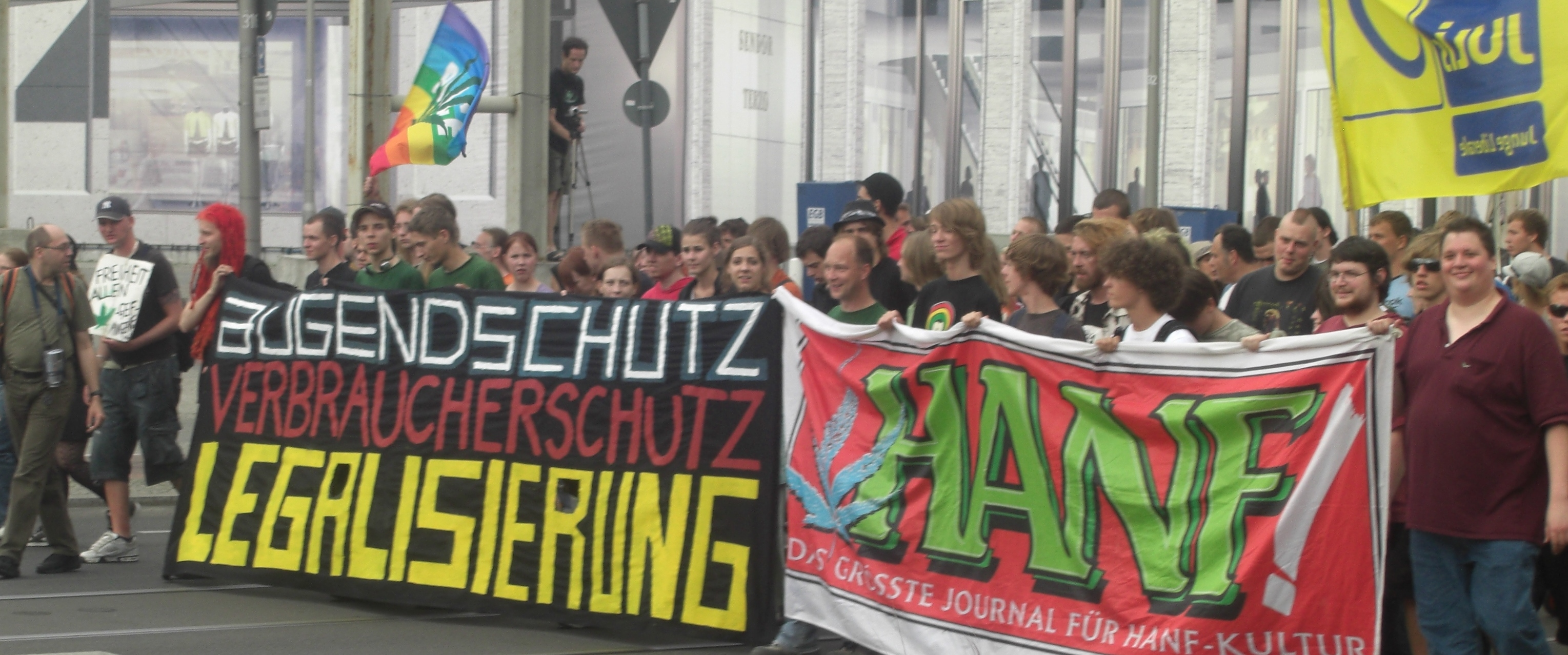
Demonstranten mit Bannern der Hanfparade 2008

Die zwölfte Hanfparade fand am 2. August 2008 ab 13 Uhr in Berlin am Fernsehturm auf dem Alexanderplatz statt und führte zum Leipziger Platz. Das Motto lautete Jugendschutz, Verbraucherschutz, Legalisierung. Dies wurde gefordert, da nur ein legaler Hanfmarkt in der Lage ist, die Konsumenten zu schützen. Obwohl der Veranstalter mit 2500 Besuchern rechnete, beteiligten sich nur rund 1000 Personen.
Auch in diesem Jahr führte die Polizei Kontrollen durch und schrieb elf Anzeigen wegen Verstoßes gegen das Betäubungsmittelgesetz.

### 2009
Zum 13. Mal zog die Hanfparade 2009 unter dem Motto Für eine freie Wahl am 1. August 2009 durch die Straßen Berlins. Das Motto spiegelt das verweigerte Menschenrecht der freien Wahl des Genussmittels gemäß Artikel 4 der Erklärung der Menschen- und Bürgerrechte vom 26. August 1789 wider. Für die Legalisierung von Cannabis demonstrierten fast 1000 Menschen.

### 2010
Die 14. Hanfparade fand am Samstag, dem 7. August 2010, unter dem Motto Cannabis ist Weltkultur! statt. Die Hanfparade forderte, die gesamte Hanfkultur (das bedeutet Hanf als Rohstoff, als Lebensmittel, als Genussmittel und als Medizin) dem immateriellen Weltkulturerbe der UNESCO zuzuordnen. Darüber hinaus sollen die Samen der verschiedenen Hanfsorten beziehungsweise Hanfzüchtungen aus Gründen der Biodiversität (biologische Vielfalt) zu schützen und dem materiellen Weltkulturerbe der UNESCO zu unterstellen. Dazu sollte die bisherige Hoheitschaft der ausschließlich auf Strafverfolgung ausgerichteten Behörden entzogen werden.
Sie begann um 13 Uhr mit einer Kundgebung zwischen Fernsehturm und S-Bahnhof Alexanderplatz. Von dort führte die Demonstration mit mehreren Musikwagen mitten in das Regierungsviertel, wobei der Demonstrationszug beim Hackeschen Markt, dem Bundesgesundheitsministerium und vor der Russischen Botschaft für Zwischenkundgebungen anhielt. Die Abschlussveranstaltung fand in der Scheidemannstraße zwischen Bundeskanzleramt, Reichstagsgebäude und Brandenburger Tor statt. An der Demonstration nahmen rund 2000 Personen teil. Die Polizei hatte 23 Menschen zumeist im Umfeld der Abschlusskundgebung vorläufig festgenommen. Grund seien meist Verstöße gegen das Betäubungsmittelgesetz gewesen, teilte die Polizei mit.
Es sprachen Personen aus Politik und Gesellschaft, zum Auftakt unter anderem Clara Herrmann (Bündnis 90/Die Grünen, Mitglied des Abgeordnetenhauses), Theo Pütz (Vorsitzender des Vereins für Drogenpolitik e. V., Führerscheinexperte), Barbara Seid (Die Linke, Mitglied in den Ausschüssen für Integration und Migration; Jugendhilfe; Soziales und Gesundheit, Mitglied der BVV Friedrichshain-Kreuzberg). An der ersten Zwischenkundgebung am Hackeschen Markt Sprachen Günther Weiglein (Cannabispatient), Heide Hagen (IG Drogen-/Suchtpolitik der Piratenpartei Berlin), Rolf Ebbinghaus (H.A.N.F. e. V., Hanfmuseum Berlin) und Ario Ebrahimpour Mirzaie (Bündnis 90/Die Grünen, Sprecher der Bundesarbeitsgemeinschaft Migration und Flüchtlinge). An der zweiten Zwischenkundgebung vor dem Bundesministerium für Gesundheit in der Friedrichstraße sprachen Tibor Harrach (Bündnis 90/Die Grünen, Sprecher der Landesarbeitsgemeinschaft Drogenpolitik Berlin, Vorstand des Eve&Rave Berlin e. V.) und Julia Seeliger (Journalistin, taz). An der Abschlusskundgebung in der Scheidemannstraße am Platz der Republik vor dem Reichstagsgebäude sprachen Michael Knodt (Chefredakteur des Hanf Journals), Maximilian Plenert (Bundesvorstand der Grünen Jugend), Georg Wurth (Deutscher Hanfverband), Christian Gruß (Patient, Selbsthilfenetzwerk Cannabis Medizin), Hans Cousto (Musikwissenschaftler, Autor und Kämpfer für Rauschautonomie, Eve&Rave Berlin e. V.), Jo Biermanski (LAG Drogen, Die Linke in Hessen, Grüne Hilfe e. V.) und Lotar Küpper (Megaspree).
Musikalisch unterstützte unter anderem Ganjaman.

### 2011

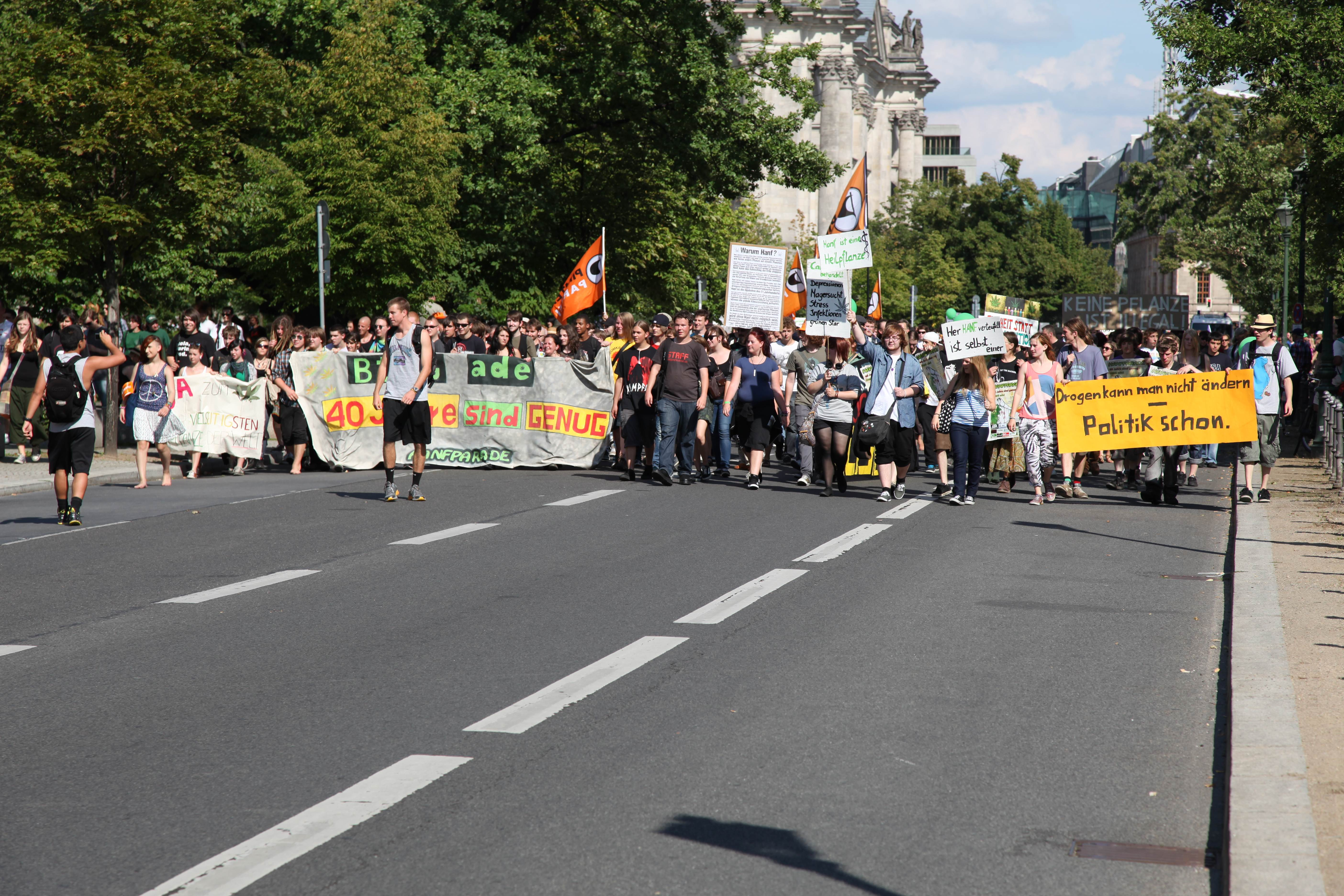
Hanfparade 2011

Am 6. August 2011 fand die 15. Hanfparade mit dem Motto 40 Jahre sind genug! BtMG adé! statt. Der Auftaktsort war diesmal der Alexanderplatz, in der Nähe des Berliner Congress Centers. Der Demonstrationszug führte mit mehreren Musikwagen über den Hackeschen Markt, der Friedrichstraße mit dem Bundesministerium für Gesundheit, sowie in das Regierungsviertel. Auf der Scheidemannstraße fand die Abschlussveranstaltung mit Bühne statt. Es nahmen rund 2500 Personen an der Demonstration teil. Es kam zu keinen Verhaftungen. Allerdings wurde den Veranstaltern der sogenannte „Markt der Möglichkeiten“, das „Forum für Hanfmedizin“, die „Nutzhanfarea“ sowie das „Kinderland“ von der Versammlungsbehörde untersagt, da diese Bereiche der Abschlussveranstaltung nur „im Einzelfall immer wieder punktuell für kurze Zeit versammlungsimmanente Elemente auftreten, eine Behandlung der gesamten Veranstaltung als Versammlung i. S. des Grundgesetzes und des Versammlungsgesetzes [ließe] sich darauf jedoch nicht ableiten“ auf Grundlage des Urteils BVerfG. Eilbeschluss vom 12. Juli 2001. –1 BvQ 28/01–, NJW 2001, 2459 und die Veranstaltung damit einen kommerziellen Charakter habe. Das Urteil von 2001 wurde allerdings durch das Urteil BVerwG 6 C 23.06 am 16. Mai 2007 aufgehoben. Infolgedessen klagen die Veranstalter der Hanfparade gegen die Berliner Versammlungsbehörde. Auf der Bühne spielten Samsara Blues Experiment, Götz Widmann, Ras Perez & The Reggae Ambassadors, sowie Conexion Musical.

### 2012
Die 16. Hanfparade fand am Samstag, 11. August 2012, in Berlin statt. Ab 13 Uhr wurde unter dem Motto Freiheit, Gesundheit, Gerechtigkeit! für die Legalisierung von Cannabis als Medizin, Rohstoff und Genussmittel demonstriert. Treffpunkt war die Urania-Weltzeituhr auf dem Alexanderplatz und Abschluss mit Bühne und Infoständen bis 22 Uhr am Brandenburger Tor auf der Straße des 17. Juni. Es nahmen etwa 3000 Personen teil. Die bisherige Parole Wir sind hier, wir sind laut, weil ihr uns das Ganja klaut! wurde ergänzt mit „Wir sind Gras! Wir sind Gras!“.
Es sprachen Emanuel Kotzian (Herausgeber Hanf Journal, Piratenpartei), Joachim Biermanski (Grüne Hilfe Hessen), Frank Tempel (Die Linke), Silke Kolwitz (LAG-Drogenpolitik Bündnis 90/Die Grünen), Heide Hagen (Suchtpolitische Sprecherin der Berliner Piratenpartei) und Michael Kleim (Theologe und Bürgerrechtler), Rolf Ebbinghaus (Hanf Museum), Saskia Koch (aCAMPada), Chibo Mertineit (Botschafter von Nimbin), Jost Lessmann (Grüne Hilfe Bundesvorstand), Anne Helm (Junge Piraten, Mitglied BVV-Fraktion), Oliver Kaupat (Dampfparade Köln), Michael Knodt (Chefredakteur Hanf Jornal), Markus Berger (Autor), Georg Wurth (Deutscher Hanfverband), Benjamin Meyer (Piratenpartei, IG-Suchtpolitik), Günter Meinke (europeen-legalize-parti.de), Maximilian Plenert (Deutscher Hanfverband), Klaus Lederer (Die Linke) und Benedikt Lux (Bündnis 90/Die Grünen).

### 2013
Die 17. Hanfparade fand am Samstag, 10. August 2013, in Berlin statt. Ab 13 Uhr wurde unter dem Motto Meine Wahl – Hanf legal! für die Legalisierung von Cannabis als Medizin, Rohstoff und Genussmittel demonstriert. Treffpunkt war vor dem Bahnhof Zoo. Dieser Ort wurde als Treffpunkt gewählt, da der Bahnhof Zoo nicht nur ein wichtiger Verkehrsknotenpunkt, sondern auch ein sozialer Brennpunkt war. In den 1970er und 1980er Jahren war er ein Treffpunkt der Drogen- und Stricherszene. Deutschlandweit wurde der Bahnhof durch das Buch Wir Kinder vom Bahnhof Zoo und dessen Verfilmung bekannt. Der Abschluss der Hanfparade mit Bühne und Infoständen bis 22 Uhr fand am Brandenburger Tor auf der Straße des 17. Juni statt. Ein großer Diskussionspunkt waren auch die im Sommer 2013 von der Bezirksbürgermeisterin von Kreuzberg, Monika Herrmann (Bündnis 90/Die Grünen), aufgegriffene Thematik zu Coffeeshops in Berlin. Es nahmen rund 6500 Personen teil.
Die Hanfparade lief laut Polizei ruhig und friedlich ab und wurde von den politischen Parteien Die Linke, Piratenpartei und Bündnis 90/Die Grünen mit jeweiligen Paradewagen begleitet. Als Redner während der Veranstaltung waren unter anderem politische Sprecher wie Harald Terpe (Bündnis 90/Die Grünen), Frank Tempel (Die Linke), Klaus Lederer, (Die Linke), Benedikt Lux (Bündnis 90/Die Grünen) und Emanuel Kotzian (Piratenpartei) vertreten. Musikalisch wurde die Abschlusskundgebung unterstützt von Nude, Stoney Moe, The Hempalicious, BombenProdukt und The Tips.
Die Versammlungsbehörde wollte in diesem Jahr in die Versammlungsfreiheit eingreifen, in dem sie bestimmen wollte, welche Teilnehmer nun thematisch passend seien und welche nicht. Nach Ansicht der Veranstaltern der Hanfparade liegt es alleine bei dem Demonstrationsveranstalter zu bestimmen, welche Teilnehmer thematisch passend sei oder nicht. Das Verhalten der Versammlungsbehörde stelle einen gravierenden Eingriff in die Versammlungsfreiheit dar. So spiele die Versammlungsbehörde auf Zeit, da Gerichtsverfahren entsprechend lange dauern und bis dahin die Versammlung lange vorbei sei.

### 2014

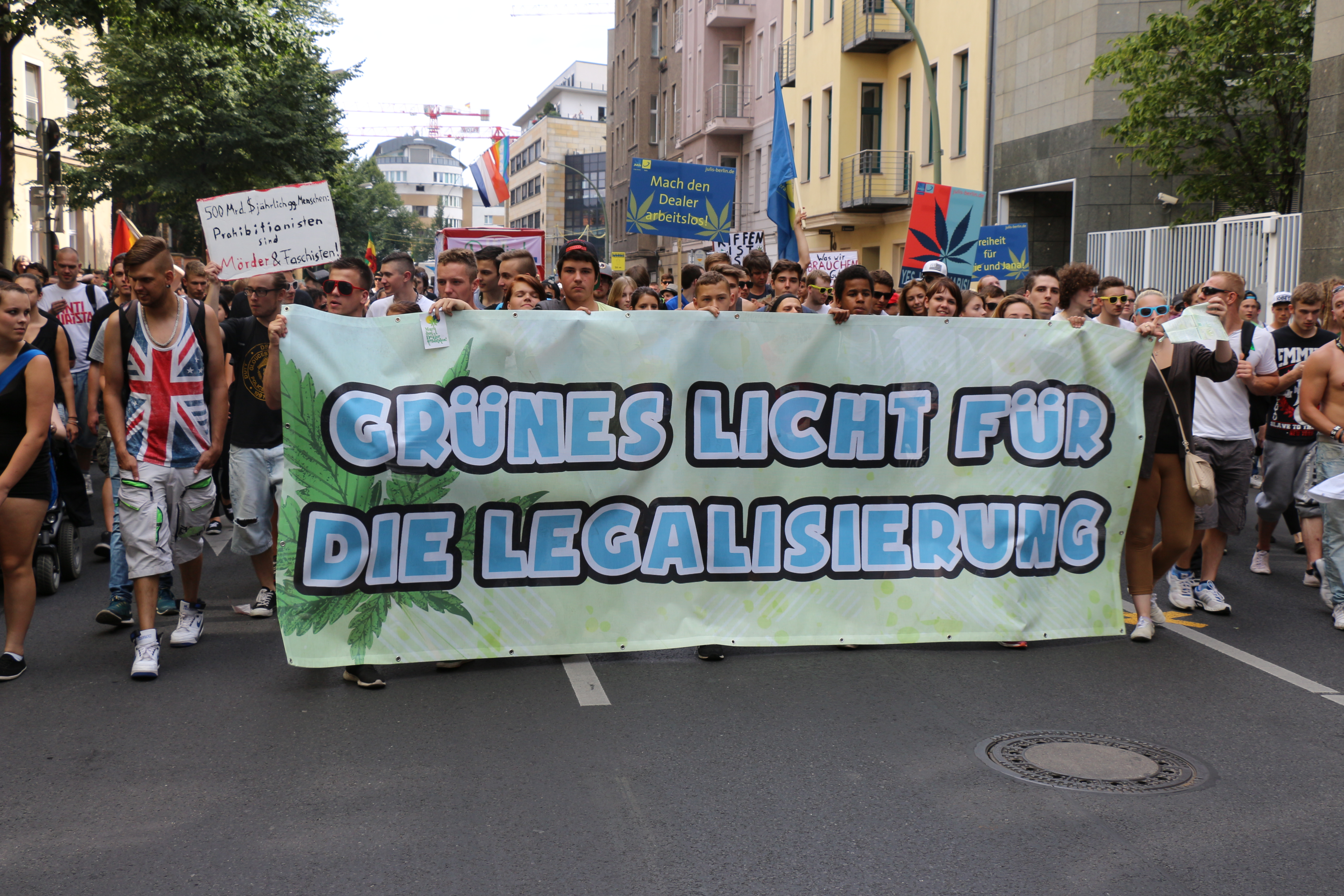
Hanfparade 2014

Am 9. August 2014 fand die 18. Hanfparade statt. Um 13 Uhr startete die Demonstration mit etwa 3000 Personen unter dem Motto Grünes Licht für die Legalisierung. Treffpunkt war in diesem Jahr vor dem Hauptbahnhof auf dem Washingtonplatz. Das Motto sollte keine parteipolitische Empfehlung darstellen, sondern eine konstruktive Diskussion über die Drogen- und Suchtpolitik aller Parteien (nicht nur der Grünen) anstoßen. Ebenso nimmt der Washingtonplatz Bezug auf die Entkriminalisierung des Cannabisanbaus, -besitzes und -verkaufs in den US-Bundesstaaten Washington und Colorado.
Es sprachen unter anderem Anne Helm (Piratenpartei), Halina Wawzyniak (Die Linke) und Tibor Harrach (Bündnis 90/Die Grünen) sowie Vertreter der Jugendorganisationen der Parteien. Darüber hinaus kamen viele Redner aus der Hanfbewegung zu Wort: Sprecher lokaler Gruppen, als auch Patienten, die auf Cannabis als Medizin angewiesen sind, wie Günther Weiglein.
Der Abschluss der Hanfparade mit Bühne und Infoständen bis 22 Uhr fand wiederum am Brandenburger Tor auf der Straße des 17. Juni statt. Neben Rednern aus Politik und Presse spielten Götz Widmann, Uwe Banton, D-Flame, Soom-T feat. Jstar und Martin Jondo. Die Polizei veröffentlichte keine Meldungen zur Veranstaltung.
Erneut verbot die Versammlungsbehörde Versorgungsstände sowie den Technikbereich der Bühne. Es wurde wie in vorherigen Jahren argumentiert, dass diese Elemente nicht unter das Versammlungsrecht fielen, da sie für die Durchführung der Demonstration nicht notwendig wären. Der Verein der Hanfparade klagte dagegen, da Bühnentechnik sowie eine kostengünstige Versorgung der Teilnehmer notwendig seien.

### 2015

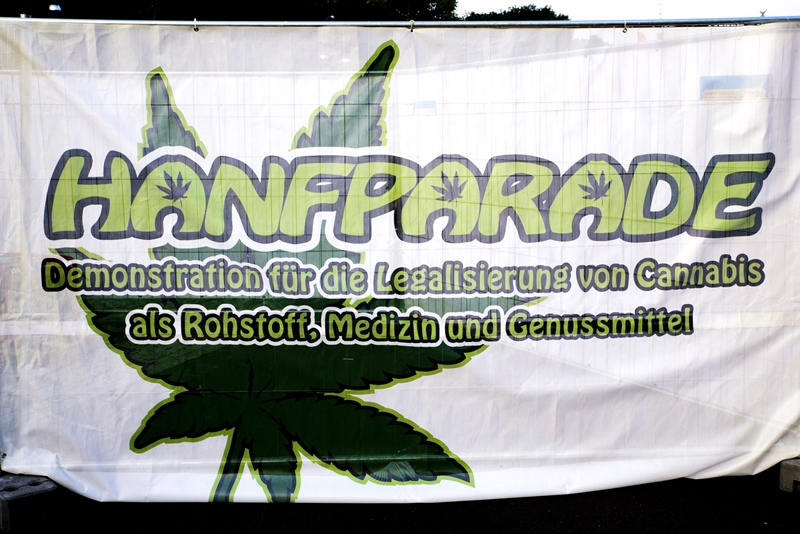
Hanfparade 2015

Die 19. Hanfparade fand am 8. August 2015 unter dem Motto Nutzt Hanf! statt. Nach Veranstalterangaben konnten rund 10.000 Demonstranten mobilisiert werden.
Die Künstlerin des Posters Doro T. hat sich von dem tschechischen Plakatkünstlers Alfons Mucha, der im Jugendstil malte, mit der Grafik Zodiac inspirieren. Der Frauenkopf in Muchas Grafik ist von kreisförmigen Ornament umgeben, in dem die Tierkreiszeichen eingefügt sind. Die Tierkreiszeichen sollen die verschiedenen Aspekte der Signaturen der Sphären repräsentieren, für das Poster für die Hanfparade 2015 wurden die Tierkreiszeichen durch Symbole ersetzt, die die verschiedenen Nutzungsmöglichkeiten von Hanf repräsentieren. Hanf ist Lebensmittel (Brot, Öl), Arzneimittel (Extrakte), Genussmittel (Gras, Haschisch), Grundstoff für Kosmetika (Salben), für Textilien (Garne, Stoffe, Schnüre, Seile), für Baumaterialien (Dämmplatten, Isoliermatten), für die Papierherstellung (Bücher, Zeitungen, Zigarettenpapier) sowie für die Energiegewinnung (Hanfbriketts, Kraftstoffbeimengung).
Auch 2015 musste der Verein der Hanfparade gegen die Versammlungsbehörde klagen, da diese in die Versammlung gravierend eingreifen möchte. So verbot sie vorsorglich Infostände, die sich „nicht in erster Linie“ mit dem Thema der Versammlung beschäftigen, sowie die Teilnehmerversorgung. Auch der für den Betrieb von Bühnen benötigte Sicherheitsabstand und Technikbereich, der sonst bei größeren Versammlungen mit elektronischer Verstärkung sowohl in geschlossenen Räumen als auch auf der Straße üblich sind, wurde von der Versammlungsbehörde als nicht notwendig angegriffen. Die Veranstalter demgegenüber sind der Meinung, dass alleine die Veranstalter bestimmen dürften, welche Teilnehmer thematisch passend seien oder nicht. Auch eine Teilnehmerversorgung über mindestens sechs Stunden Programm müsse gewährleistet sein, ebenso die Sicherheit der Teilnehmer in Bezug auf Bühnentechnik.

### 2016
Die 20. Hanfparade fand am 13. August 2016 statt. Das Motto lautete Legalisierung liegt in der Luft und es beteiligten sich nach Angaben der Veranstalter insgesamt mehr als 12.000 Menschen.  Die Polizei sprach allerdings nur von etwa 4.000 Teilnehmern.
Sie startete in diesem Jahr am Hauptbahnhof/Washingtonplatz, zog nach der Auftaktkundgebung durch die Stadt mit Paradewagen und Endete das erste Mal am Alexanderplatz/Spandauer Straße.
Es redeten Steffen Geyer (Hanfparade), Mariana Pinzón Becht (Aktivistin und Ortsgruppenbetreuerin des DHV), Michael Knodt (Journalist), Jessica Zinn (Piratenpartei, Mitglied der BVV Friedrichshain-Kreuzberg), Jan Ingensiep (Sozialdemokraten für die Legalisierung), Anette Hofmann (Suchttherapeutin), Frank Tempel (MdB, Die Linke), Danny Ralph Cäsar (Aktivist und Patient, Mein Leben mit Cannabis), Oliver Waack (Piratenpartei Berlin, Kandidat Abgeordnetenhaus, Patient), Ingrid Wunn (Hanfinitiative FFM, MS-Patientin, die Linke FFM), Tibor Harrach (Apotheker, Kandidat für das Abgeordnetenhaus für Bündnis 90/Die Grünen), Klaus Lederer (MdA, Die Linke), Harald Terpe (MdB, Bündnis 90/Die Grünen), Burkhard Blienert (MdB, SPD), Herr Cornelissen (Legalize Niederlande), Maja Kohek (Vorstand im ENCOD-Netzwerk drogenpolitischer NGOs), Marko Kuhn (Schweiz), Boris Moshkovits (Cannabisentrepreneur), Marijn Roersch van der Hoogte (Hanffaser Uckermark), Nadja Reigl (Piratenpartei, Mitglied Bürgerschaft Dortmund), Andreas Müller (Richter und Autor Kiffen und Kriminalität: Der Jugendrichter zieht Bilanz), Nicole Krumdiek (Juristin, Schildower Kreis und Autorin Die national- und internationalrechtliche Grundlage der Cannabisprohibition in Deutschland) und Hans Cousto (Musikwissenschaftler sowie Drogen- und Partykulturexperte). Auf der Bühne spielten die Musiker Ganjaman, Plusmacher, die Band Oya, Simon Grohé und Eko Fresh.

### 2017
Die 21. Hanfparade fand am 12. August 2017 in Berlin statt. Das Motto lautete Breiter kommen wir weiter. Das Motto wurde gewählt, um mehrere Assoziationen zu wecken: über die breit gefächerten Verwendungsmöglichkeiten der Pflanze Hanf sowie als Konter auf die seinerzeit laufende, cannabiskritische Aufklärungskampagne „Zu Breit?“ Der Auftakt der Hanfparade fand auf dem Washingtonplatz am Hauptbahnhof statt, es folgte ein Umzug durch die Stadt. Der Abend wurde auf dem Gelände der Abschlusskundgebung am Alexanderplatz verbracht.
Auf der Bühne redeten Maximilian Plenert (Patient), Niklas Schrader (MdA, Die Linke), Florian Rister (DHV), Andreas Müller (Richter, LEAP Deutschland), Theo Pütz (Beratungs-Netzwerk-Fahreignung), Roman-Francesco Rogat (Landesvorsitzender Julis Berlin), Thomas Isenberg (MdA, SPD) und Frank Tempel (MdB, Die Linke). Der Umzug startete mit einem Grußwort von Hans-Christian Ströbele. An der Zwischenkundgebung am Bundesministerium für Gesundheit redeten Tibor Harrach (LAG Drogenpolitik Berlin, die Grünen), Günter Weiglein (Patient) und Andreas Vivarelli (Grüne Hilfe Regionalbüro Köln). Der Umzug endete an der Bühne am Alexanderplatz. Dort ging das Programm weiter bis 22 Uhr mit den Rednern Ursula Mock (Textilunternehmen Hanfliebe), Canan Bayram (MdA, Bündnis 90/Die Grünen Berlin), Michael Knodt (Patient, Journalist), Micha Greif (DHV München), Emanuel Kotzian (Herausgeber Hanf Journal), Marijn Roersch van der Hoogte (Hanffaserfabrik Uckermark), Daniel Brückner (Exzessiv-TV), Daniela Kreher (Evangelische Theologin), Werner Graf (Landesvorsitzender die Grünen Berlin), Rolf Ebbinghaus (Kurator Hanf Museum), Danny-Ralph Cäsar (Patient, Delegierter der BAG Behindertenpolitik der Grünen) sowie Torsten Dietrich (Cannabis Social Club Berlin). Musikalische Beiträge kamen von B-Tight, Mono & Nikitaman, Macka B, Plusmacher und Planet Ion.
In diesem Jahr veröffentlichte der Verein das erste Mal das Hanfparade Spezial Magazin mit den Standpunkten, Ablaufplan, Biografien der Redner und Musiker sowie Demonstrationshinweisen. Das Magazin wurde in einer Auflage von 10.000 in Szeneläden und auf der Demonstration selbst verteilt.
Nach Angaben der Polizei nahmen in den ersten Stunden etwa 2000 Menschen an der Parade teil. Gegen 22 Teilnehmer wurde wegen des Verdachts auf Besitz oder Handel mit Drogen ermittelt.

### 2018
Die 22. Hanfparade fand am 11. August 2018 in Berlin statt. Das Motto der Veranstaltung lautete Aufklärung statt Verbote!. Nach Angaben der begleitenden Polizei nahmen etwa 6000 Personen an der Hanfparade teil. Am Bundesgesundheitsministerium wurde ein Forderungskatalog, die „Berliner Deklaration“ überreicht.
Start um 12 Uhr und die Abschlussveranstaltung bis 22 Uhr der Hanfparade war in diesem Jahr die Spandauer Straße am Alexanderplatz. Von 15 bis 17 Uhr fand ein Umzug durch die Stadt mit Paradewagen statt.
Als politische Redner traten bei der Hanfparade diverse Personen aus der Hanfbranche sowie dem politischen Tagesgeschäft und Parteien auf, darunter Georg Wurth (Geschäftsführer Deutscher Hanfverband (DHV)), Danny-Ralph Cäsar (Cannabispatient), Werner Graf (Landesvorsitzende der Bündnis 90/Die Grünen), Niema Movassat (drogenpolitische Sprecher der Linken und Jurist), Jan Fährmann (Landesarbeitsgemeinschaft Drogenpolitik der Grünen in Berlin, arbeitet als Jurist und Kriminologe in der Wissenschaft), Pierre Rousseau (Reverend der Zeugen Sativas), Enrico Fletzer (Journalist und ENCOD Exekutivkomitee), Andreas Müller (Richter), Kirsten Kappert-Gonther (Fachärztin für Psychiatrie und Psychotherapie, Mitglied des Deutschen Bundestages und Sprecherin für Gesundheitsförderung sowie für Drogenpolitik der Fraktion der Grünen), Michael Knodt (Journalist und Cannabispatient), Chibo Mertineit (Hanf-Botschafter von Nimbin, Australien), Niklas Schrader (Mitglied des Abgeordnetenhauses, Mitglied des Vorstandes der Fraktion Die Linke und Sprecher für die Politikfelder Datenschutz, Verfassungsschutz und Drogenpolitik), Florian Rister (Politikwissenschaftler und stellvertretender Geschäftsführer beim Deutschen Hanfverband), Rolf Ebbinghaus (Kurator des Hanf Museums Berlin), Piotr Markiełaŭ (Kommunikationsdirektor von Legalise Belarus für politische Bildung und Lobbyarbeit in Belarus), Mr. Bong alias Klaus Joachim Rothenberg sowie Frank Tempel, vormals Kriminalbeamter und Mitglied des Bundestags, erster Preisträger des „Hanf-Adlers“, der vom DHV Personen verliehen wird, die herausragende Leistungen in Sachen Drogenaufklärung und betreffend Drogenpolitik und Förderung der Cannabislegalisierung erbracht haben.
Als musikalische Begleitung gab es in diesem Jahr Beiträge von Protokumpel, Ganjaman, Checan / DVO, DJ Patrice Solaire und DJ Grace Kelly.

### 2019

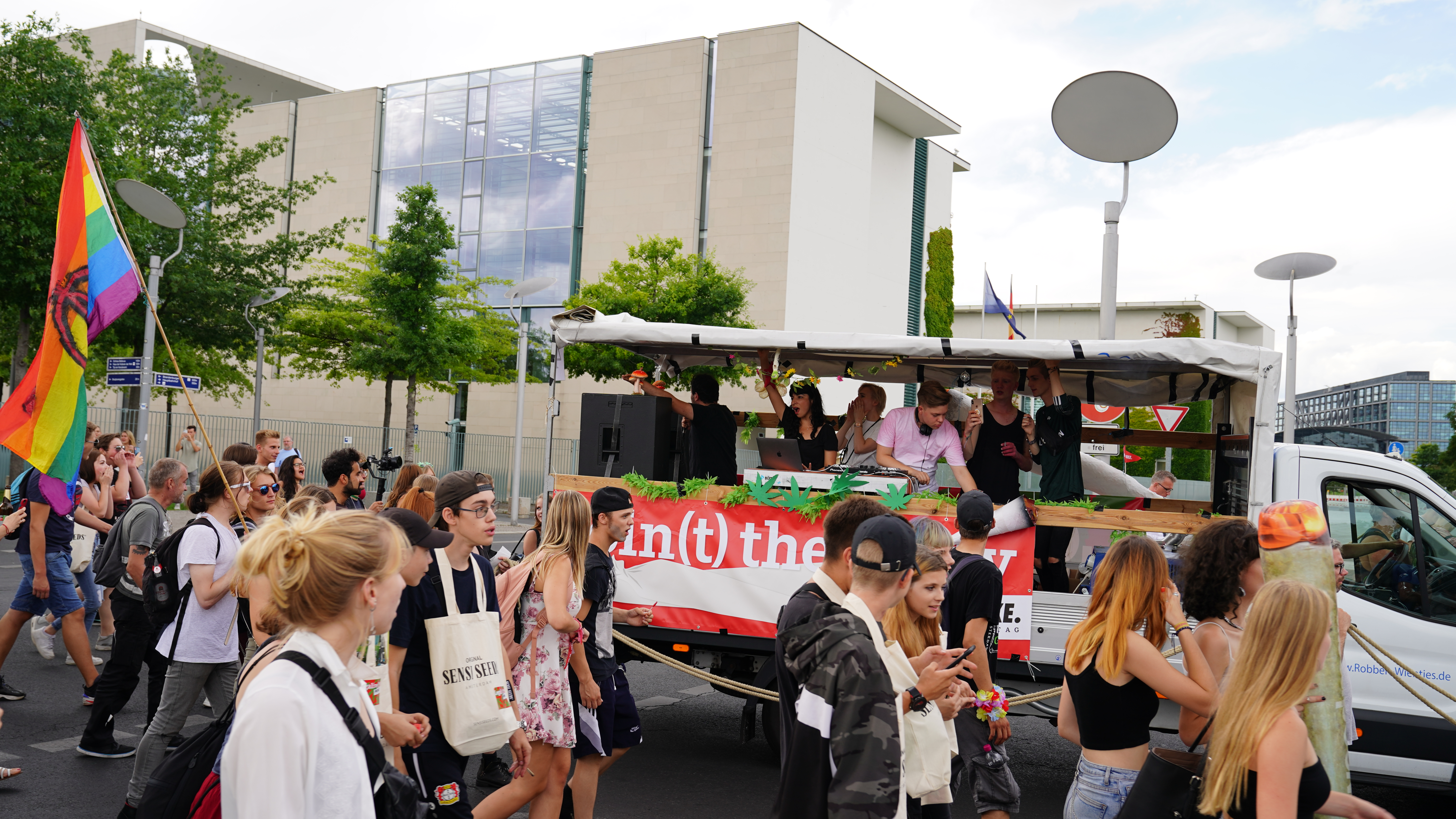
Hanfparade 2019

Die 23. Hanfparade fand am 10. August 2019 in Berlin statt. Das Motto der Veranstaltung lautete Legalisierung nur mit Dir.
Es nahmen rund 4000 Personen an der Veranstaltung teil. Start war um 12 Uhr, gefolgt von einem Umzug durch die Stadt mit Paradewagen von 15 bis 18 Uhr. Die Abschlussveranstaltung ging bis 22 Uhr und fand in der Spandauer Straße am Alexanderplatz statt.
Es gab Reden von Kriminaloberkommissar Frank Tempel, Dr. Kirsten Kappert-Gonther für Bündnis 90/Die Grünen, Micha Greif (DHV München), Patientin Christina Liedtke, Niklas Schrader von Die Linke, Niema Movassat von Die Linke, Daniel Brückner, Richter Andreas Müller, Autor Michael Knodt, Andreas Gerhold vom Cannabis Social Club Hamburg e. V., Steffen Geyer, Georg Wurth und Florian Rister vom Deutschen Hanf Verband, Maximilian Plenert vom Akzept e. V., Philine Edbauer (mybrainmychoice), Rolf Ebbinghaus vom Hanf Museum und Patrick Firnkes (WeedUpTV). Für die musikalische Unterhaltung sorgten DJ Sunny, Sensi Movement Soundsystem, Culcha Candela sowie DVO & Checan.

### 2020
Wegen der Coronapandemie konnte die Hanfparade das erste Mal nicht auf der Straße stattfinden. Deswegen wurde unter dem Motto Hanf ist gut – und legal noch besser von 12 bis 22 Uhr ein thematischer Livestream veranstaltet. Die Aufzeichnung ist auf dem Youtube-Kanal der Hanfparade abrufbar.
An der Online-Hanfparade beteiligten sich die Autoren Hans Cousto und Michael Knodt mit Moderation und Beiträgen, sowie Philine Edbauer (mybrainmychoice), Florian Rister und Georg Wurth vom Deutschen Hanf Verband, Richter Andreas Müller, Roger Liggenstorfer (Nachtschatten Verlag) und Ben Arn (CannaTrade Hanfmesse), Christoph Roßner, Franz-Josef Schmitt von der Piratenpartei Berlin, Franjo Grotenhermen von der Internationalen Arbeitsgemeinschaft Cannabinoide als Medizin, Niema Movassat (Die Linke), Kirsten Kappert-Gonther vom Bündnis 90/Die Grünen (Bundesfraktion), Nils Biedermann mit einem Referat über Drogenpolitik auf UN-Ebene, Carolina Subow von Studenten für sinnvolle Drogenpolitik SSDP Wien, Enrico Fletzer, Vorsitzender des Exekutivkomitees von ENCOD / Italien, Nadja Reigl (GMM Dortmund) und DOS-Partei, Rüdiger Schmolke, ehemaliger Leiter der Fachstelle für Konsumkompetenz Potsdam (Chillout) + Koordinator von SONAR – Safer Nightlife Berlin. Für die musikalische Unterhaltung sorgten die Bassplorer Delaydi und Sätchmo, B.Ashra (Klangwirkstoff), sowie Djane Knallfrosch Süß Sauer.

### 2021

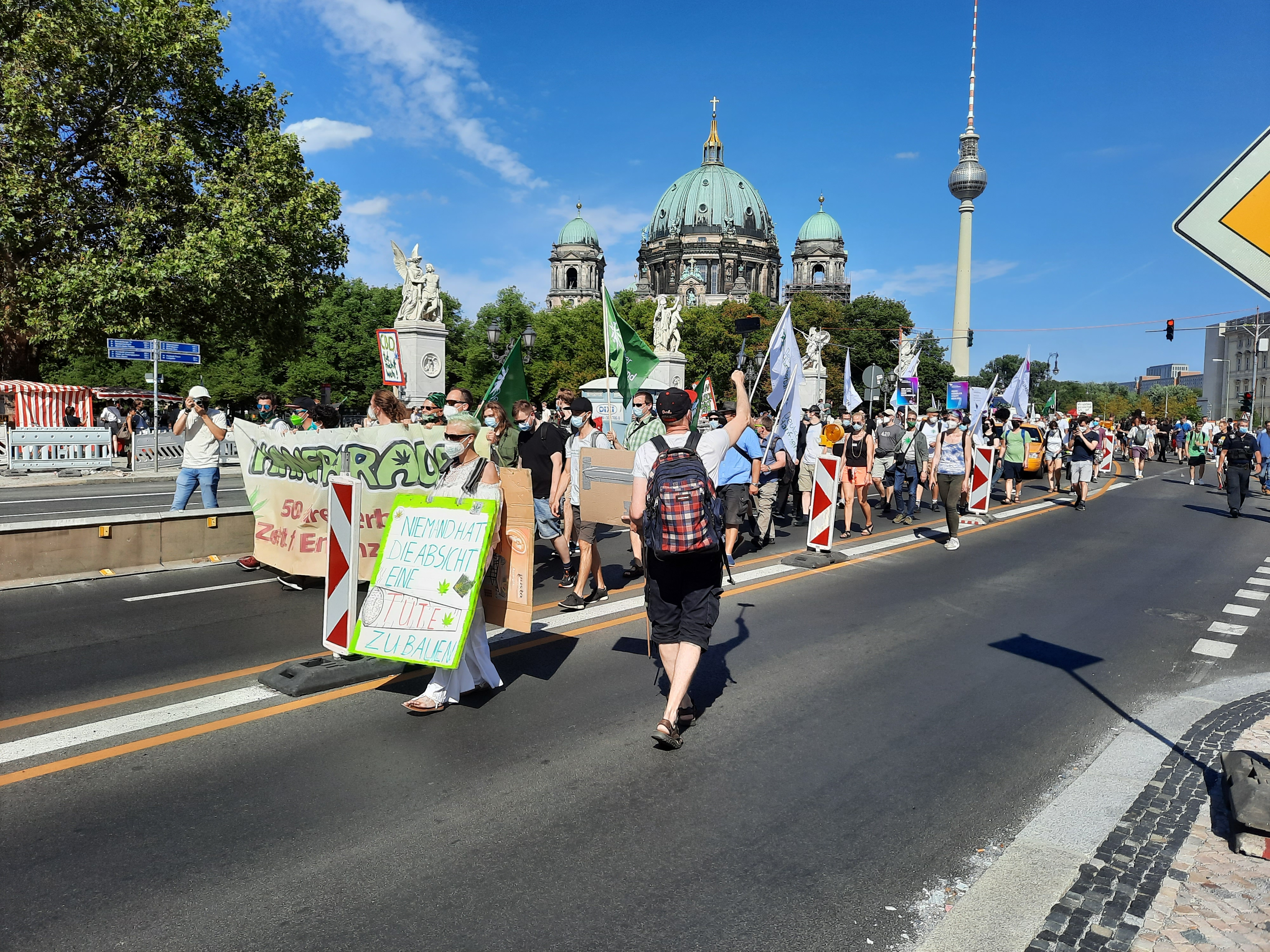
Hanfparade in Berlin-Mitte, im Hintergrund der Fernsehturm am Alexanderplatz, 2021

Die 25. Hanfparade fand am 14. August 2021 in Berlin unter Pandemiebedingungen auf der Straße statt mit Bühne, Infoständen und Paradewagen. Das Motto der Veranstaltung lautete 50 Jahre Prohibition – Zeit für Emanzipation. Es nahmen etwa 2000 Teilnehmer daran teil. Trotz Auflagen konnte sie von 12 bis 22 Uhr durchgeführt werden.
Reden wurden von Wieland Schinnenburg (MdB, FDP), Klaus Lederer (MdA und Berliner Kultursenator, Die Linke), Michael Knodt (Journalist und Autor), Maximilian Plenert (Berliner Cannabis Hilfe e. V.), Niklas Schrader (MdA, Sprecher für Sucht- und Drogenpolitik für Die Linke Berlin), Kirsten Kappert-Gonther (MdB, Sprecherin für Sucht- und Drogenpolitik für Bündnis 90/Die Grünen), Nils Biedermann (Experte für UN-Drogenbüros in Wien, CND, INCB, UNODC), Roman-Francesco Rogat (FDP), Niema Movassat (MdB, Die Linke), Christina Liedtke, Georg Wurth und Florian Rister (Deutscher Hanfverband), Thomas Isenberg (MdA, Sprecher für Gesundheit der SPD-Fraktion im Berliner Abgeordnetenhaus), Werner Graf (Bündnis 90/Die Grünen Berlin), Anna Kryszan (FDP), Daniela Kreher (LEAP Deutschland, Knowmad Institut), Cannabispatient Daniel Stinson, Mirta Rostas (CAPA Cannabis Patientenverein e. V.), Fachmann für Dispensaries in den USA und Cannabisaktivist Jake Wiest, David Jahn (Junge Liberalen Berlin), Maria Krause (Partei der Humanisten) und Philine Edbauer (My Brain my Choice) gehalten. Thematisch passende Musik kam in diesem Jahr von Maama Ganja, den Liedermachern ernstgemeint + Mani Terzok, benjie, Uwe Banton, Goa Camino und der Band LOST.

### 2022
Die 26. Hanfparade fand am 13. August 2022 in Berlin auf der Straße statt mit Bühne, Infoständen und Paradewagen. Das Motto der Demonstration lautete Hanf ist für alle da, welches sich vor allem auf die unzureichende Versorgung mit Medizinalhanf bezieht, zum anderen aber auch Aspekte wie den ökologischen Hausbau mit Baustoffen aus Hanf beleuchtete. Es nahmen an der Hanfparade 2022 etwa 4000 Personen teil.
Zum ersten Mal seit bestehen der Hanfparade redete ein Drogenbeauftragter der Bundesregierung, Burkhard Blienert (SPD), auf der Bühne der Hanfparade.
Weitere Reden hielten Steffen Geyer (Aktivist), Daniel Brückner, 420 Berlin (420day), Werner Graf (MdA, Fraktionsvorsitzender der Grünen im Berliner Abgeordnetenhaus), Anna Kryszan (Landesvorsitzende der Jungen Liberalen Berlin), Roman-Francesco Rogat (MdA, Freie Demokraten (FDP) Berlin), Georg Wurth (Deutscher Hanfverband), Lisa Haag (Gründerin & CEO MJ Universe GmbH), Philine Edbauer & Elli Schwarz (mybrainmychoice), Niklas Schrader (MdA, Sprecher für Drogenpolitik, DIE LINKE Berlin), Kirsten Kappert-Gonther (MdB, Sprecherin für Drogenpolitik der Bundestagsfraktion von Bündnis 90/Die Grünen), Christoph Roßner (Interdisziplinärer Hanf Sachverständiger, Roßner & Sohn GmbH), Andreas Gerhold (Vorsitzender Cannabis Social Club Hamburg e. V.), Maximilian Plenert (KCG Kompetenzzentrum Cannabis GmbH), Dr. Fabian Pitter Steinmetz (Toxikologe und Legalisierungsaktivist), Nils Biedermann (Experte für internationale Drogenpolitik), Niema Movassat (Vorstandsmitglied der Partei DIE LINKE), Rolf „Rollo“ Ebbinghaus (Kurator Hanfmuseum), Florian Rister (Deutscher Hanfverband DHV), Mirta Rostas, (CAPA Patientenverein e. V.), Felix Blei (Miraculix Drug-Checking), Raimund Reintjes (Projektmanager Sonar Safer Nightlife Berlin), Tobias Pietsch (Inhaber der Hanffachgeschäfte hanfnah), André Moussa Schmitz (Vorsitzender des Knastschadenkollektivs), Andreas Grätsch (Koordinator der AG Drogen- und Suchtpolitik der Piratenpartei). Die Moderation der Bühne tätigte der Journalist Michael Knodt. Das Redenprogramm wurde von thematischer Musik von Johnny 808, RAGGABUND, Götz Widmann, Manie Terzok, Maama Ganja und MUTABOR begleitet.